# Karczewscy herbu Jasieńczyk
Karczewscy herbu Jasieńczyk – polska senatorska rodzina szlachecka.
Karczewscy herbu Jasieńczyk wywodzili się z ziemi czerskiej, z Dudy i Karczewia (obecnie Karczewa), od którego na początku XV wieku przyjęli nazwisko.

## Przedstawiciele rodu
- Aleksander Karczewski (1720-1750) – łowczy liwski

- Aleksander Karczewski (1748-1816) – pułkownik JKM, mason, konsyliarz zakroczymski Konfederacji Barskiej

- Antoni Jan Karczewski (1680-1744) – kasztelan liwski, pisarz grodzki i ziemski czerski, skarbnik czerski

- Jakub Karczewski (1540-1580) – poseł ziemi czerskiej na sejm koronacyjny 1576

- Jan Kazimierz Karczewski (1670-1715) – sędzia grodzki liwski, wojski czerski

- Jan Karczewski (1745-1810) – marszałek ziemi warszawskiej konfederacji barskiej, powstaniec kościuszkowski

- Jan Władysław Karczewski (1630-1698) – podczaszy warszawski, elektor 1674

- Józef Karczewski (1670-1725) – skarbnik żytomierski

- Józef Karczewski (1730-1793) – szambelan króla Augusta III, marszałek ziemi liwskiej i członek Generalności Konfederacji Barskiej, starosta liwski i budziszewski, poseł na sejmy

- Michał Karczewski (1710-1782) – łowczy, cześnik, pisarz grodzki i ziemski oraz podkomorzy czerski

- Piotr Karczewski (1710-1761) – kasztelan konarski łęczycki

- Tomasz Jan Karczewski (1630-1691) – łowczy chełmski, chorąży sanocki, podwojewodzi lwowski, cześnik i podstoli sanocki, kasztelan halicki

- Stanisław Karczewski (1745-1783) – marszałek ziemi czerskiej Konfederacji Barskiej

- Wacław Karczewski (1855-1911) – bibliotekarz Muzeum Narodowego Polskiego w Raperswilu, pisarz i dziennikarz

- Wincenty Roch Karczewski (1757-1817) – filozof, pisarz i tłumacz